# Елафитска острва
Елефитска острва или Елафити су група острва смештених у Јадранском мору западно од Дубровника. Иако данас на њима више нема јелена, острва им дугују своје име (грч. elaphos - јелен). Елафитска или Јеленска острва под тим именом први помиње Плиније старији у 1. веку у свом делу Naturalis Historia. Највеће острво у групи је Шипан, а чине је још Лопуд, Колочеп (Каламота), Јакљан, Руда, Голеч и Црквина и нека мања острва. Својим прелепим пејзажима и пешчаним плажама привлаче бројне туристе. Дневно су повезани бродским линијама с Дубровником.
Највећи острва су:
- Шипан - највеће је острво Елафита, а уједно и најудаљеније од Дубровника. На њему се налазе два места: Шипанска Лука и Суђурађ, смештена у две супротне увале које дели само поље.
- Колочеп (Каламота) - најближе је Дубровнику и због своје близине често је излетиште Дубровчана. Суптропска вегетација, свежи морски ваздух, простране борове шуме и маслине чине овај оток изразито привлачним. Веће насеље је Доње Чело.
- Лопуд - смештено је између Шипана и Колочепа и могло би се рећи да је и најразвијеније. На овом острву можете уживати у плажама од којих је најпознатија пешчана плажа Шуњ.

У мање острва се убрајају:
- Дакса - смештено је испред дубровачке луке Груж
- Свети Андрија - ненасељено стеновито острво са светиоником
- Руда
- Мишњак
- Јакљан – на њему се налази дечје одмаралиште и рекреациони центар
- Космеч
- Голеч
- Црквина
- Тајан
- Олипа - најзападније острво

Делом Елафита неки сматрају и острво Локрум.